# Уорд (округ, Северная Дакота)
Округ Уорд (англ. Ward County) располагается в штате Северная Дакота, США. Официально образован в 1885 году. По состоянию на 2013 год, численность населения составляла 67 990 человека.

## География
По данным Бюро переписи США, общая площадь округа равняется 5325,045 км², из которых 5213,675 км² — суша, и 43 км², или 2,11 %, — водоёмы.

## Население
По данным переписи населения 2000 года в округе проживает 58 795 жителей в составе 23 041 домашних хозяйств и 15 368 семей. Плотность населения составляет 11 чел./км². На территории округа насчитывается 25 097 жилых строений, при плотности застройки около пяти строений на км².
Расовый состав населения: белые — 92,4 %, афроамериканцы — 2,22 %, коренные американцы (индейцы) — 2,07 %, азиаты — менее 1 %, гавайцы — менее 1 %, представители других рас — 2,43 %, представители двух или более рас — 2,43 %. Испаноязычные составляли 1,91 % населения независимо от расы.
В составе 34,3 % из общего числа домашних хозяйств проживают дети в возрасте до 18 лет, 55,2 % домашних хозяйств представляют собой супружеские пары, проживающие вместе, 8,4 % домашних хозяйств представляют собой одиноких женщин без супруга, 33,3 % домашних хозяйств не имеют отношения к семьям, 27,2 % домашних хозяйств состоят из одного человека, 9,8 % домашних хозяйств состоят из престарелых (65 лет и старше), проживающих в одиночестве. Средний размер домашнего хозяйства составляет 2,46 человека, и средний размер семьи 3,01 человека.
Возрастной состав округа: 26,2 % — моложе 18 лет, 13 % — от 18 до 24, 29,1 % — от 25 до 44, 19,2 % — от 45 до 64, и 19,2 % — от 65 и старше. Средний возраст жителя округа — 32 года. На каждые 100 женщин приходится 99,2 мужчин. На каждые 100 женщин старше 18 лет приходится 96,5 мужчин.
Средний доход на домохозяйство в округе составлял 33 670 USD, на семью — 41 342 USD. Среднестатистический заработок мужчины был 27 980 USD против 19 830 USD для женщины. Доход на душу населения составлял 16 926 USD. Около 7,9 % семей и 10,8 % общего населения находились ниже черты бедности, в том числе — 12,5 % молодёжи (тех, кому ещё не исполнилось 18 лет) и 8,4 % тех, кому было уже больше 65 лет.